# Roberto Sánchez
Roberto Sánchez (Madrid, 30. svibnja 1972.), španjolski majstor borilačkih vještina. Nosilac je 6. Dana u aikidu.

## Životopis
Roberto Sánchez je rođen 1972. godine u Madridu. U dobi od 3 godine započeo je vježbati judo pod nadzorom svoga oca Tomása Sáncheza. Godine 1987. stekao je 1. Dan u toj vještini. Tijekom djetinjstva blisko se bavio aikidom. Pohađao je seminare aikida koji su se održavali diljem Španjolske koji su održavani tokom 70-ih i 80-ih godina 20 stoljeća, a vodili su ih Nobuyoshi Tamura i Tomás Sánchez. Pod tehničkim nadzorom Tomasa Sáncheza, 1989. godine dobio je 1. Dan u aikidu, kojeg mu je dodijelio Nobuyoshi Tamura.
Početkom 90-tih godina, počeo je podučavati prve aikidoke, brinući se o širenju aikida u španjolskim provincijama Valladolid i Ávila. U tom periodu je postao dio majstorske komisije Aikikaija Španjolske (AETAIKI). Ubrzo nakon toga, nastavlja pružati tehničku podršku ostalim španjolskim provincijama: Leonu, Murciji i Tenerifima. Tijekom ovih godina intenzivno se usavršava pohađajući seminare Noyobushi Tamure u Francuskoj i Španjolskoj, kao i druge francuske majstore aikida.
Godine 1993. dobio je 2. Dan, 1996. 3. Dan, 2001. 4. Dan, 2006. 5. Dan, koji mu je dodijelio Nobuyoshi Tamura. Godine 2013. godine promaknut je u 6. Dan, stupanj koji trenutno ima i postaje dio tehničke komisije Europske aikido federacije. 
Početkom 2000. postao je član Tehničke komisije Aikikaija Španjolske. Od 2008. doprinosi razvoju i širenju aikida u Bosni i Hercegovini i Nizozemskoj. Godine 2009. godine je prvi put putovao u Japan. Tom prilikom je posjetio Hombu dojo u Tokiju, pohađajući sate kod doshua. Godine 2012. po drugi put je putovao u Tokio, zajedno s delegacijom Aikikaija Španjolske. Godine 2013. imenovan je tehničkim savjetnikom Aikido saveza Federacije Bosne i Hercegovine. U srpnju 2015. godine imenovan je tehničkim ravnateljem Aikikaija Španjolske (AETAIKI).

## Vanjske povezice
- Službena stranica